# 망운산
망운산(望雲山)은 대한민국 경상남도 남해군에 위치한 785 m 높이의 한국의 화강암 산이다. 남해군에서 가장 높은 산으로 지상파 방송국의 송신소가 있다. 산의 지질은 중생대 백악기 경상 누층군 진주층과 불국사 화강암으로 구성된다. 

## 방송 송신 시설
| 디지털TV   |                   |           |                                 |       |                                      |
| 가상채널   | 방송국명          | 호출부호  | 물리채널                        | 출력  | 가시청권                             |
| CH 6-1     | KBC DTV           | HLDH-DTV  | CH 38                           | 2㎾   | 전남 동부, 경남 남해 일부, 하동 일부 |
| CH 7-1     | KBS순천 DTV2      | HLAA-DTV  | CH 46                           | 2㎾   | 전남 동부, 경남 남해 일부, 하동 일부 |
| CH 9-1     | KBS순천 DTV1      | HLCY-DTV  | CH 44                           | 2㎾   | 전남 동부, 경남 남해 일부, 하동 일부 |
| CH 10-1    | EBS DTV           | HLQL-DTV  | CH 24                           | 2㎾   | 전남 동부, 경남 남해 일부, 하동 일부 |
| CH 10-2    | EBS 2(지상파)     | HLQL-DTV  | CH 24                           | 2㎾   | 전남 동부, 경남 남해 일부, 하동 일부 |
| CH 11-1    | 여수MBC DTV       | HLAT-DTV  | CH 16                           | 1㎾   | 전남 동부, 경남 남해 일부, 하동 일부 |
| FM 라디오  |                   |           |                                 |       |                                      |
| 채널       | 방송국명          | 호출부호  |                                 | 출력  | 가시청권                             |
| 94.5㎒     | KBS순천 음악FM    | HLCY-FM   |                                 | 3㎾   | 전남 동부, 경남 서부 일부            |
| 95.7㎒     | KBS순천 제1라디오 | HLCY-SFM  |                                 | 1㎾   | 전남 동부, 경남 서부 일부            |
| 101.3㎒    | 여수MBC 라디오    | HLAT-SFM  |                                 | 0.1㎾ | 전남 동부, 경남 서부 일부            |
| 106.3㎒    | EBS FM            | HLQL-FM   |                                 |       | 전남 동부, 경남 서부 일부            |
| 지상파 DMB |                   |           |                                 |       |                                      |
| 앙상블명   | 방송국명          | 호출부호  | 채널(주파수)                    | 출력  | 가시청권                             |
| Honam MBC  | myMBC TV          | HLCN-TDMB | CH 7A (175.280MHz) (181.280MHz) | 2kW   | 전남 동부, 경남 서부 일부            |
| Honam MBC  | CJ O SHOPPING     | HLCN-TDMB | CH 7A (175.280MHz) (181.280MHz) | 2kW   | 전남 동부, 경남 서부 일부            |
| Honam MBC  | GS SHOP           | HLCN-TDMB | CH 7A (175.280MHz) (181.280MHz) | 2kW   | 전남 동부, 경남 서부 일부            |
| U-KBS      | KBS STAR          | HLKH-TDMB | CH 7B (177.008MHz)              | 2kW   | 전남 동부, 경남 서부 일부            |
| U-KBS      | HD KBS STAR       | HLKH-TDMB | CH 7B (177.008MHz)              | 2kW   | 전남 동부, 경남 서부 일부            |
| U-KBS      | KBS HEART         | HLKH-TDMB | CH 7B (177.008MHz)              | 2kW   | 전남 동부, 경남 서부 일부            |
| U-KBS      | KBS MUSIC         | HLKH-TDMB | CH 7B (177.008MHz)              | 2kW   | 전남 동부, 경남 서부 일부            |
| KBC u      | KBC-SBSu          | HLDH-TDMB | CH 7-C (178.736MHz)             | 2kW   | 전남 동부, 경남 서부 일부            |
| KBC u      | JTV-mYTN          | HLDH-TDMB | CH 7-C (178.736MHz)             | 2kW   | 전남 동부, 경남 서부 일부            |